# بتيشم (كامبريدجشير)
بتيشم (بالإنجليزية: Bottisham)‏ هي قرية وأبرشية مدنية تقع في المملكة المتحدة في إنجلترا. يقدر عدد سكانها بـ 2,199 نسمة .

## أعلام
- فريدريك رينولدز